# 257P/Catalina
257P/Catalina è una cometa periodica appartenente alla famiglia delle comete gioviane.
La cometa è stata scoperta il 7 giugno 2005 dal Catalina Sky Survey ma già al momento dell'annuncio della sua scoperta erano state trovate immagini di prescoperta risalenti al 17 aprile 2005 prese dallo stesso Catalina Sky Survey: la sua riscoperta il 21 marzo 2012 da parte degli astrofili Ernesto Guido, Nick Howes, Giovanni Sostero e Alison Tripp ha permesso di numerarla definitivamente.
Sono stati finora osservati tutti i passaggi al perielio successivi a quello della scoperta.